# IC 5181
IC 5181 est une galaxie lenticulaire située dans la constellation de la Grue. Sa vitesse par rapport au fond diffus cosmologique est de 1 772 ± 28 km/s, ce qui correspond à une distance de Hubble de 26,1 ± 1,9 Mpc (∼85,1 millions d'al). Cette galaxie a été découverte par l'astronome sud africain Joseph Lunt (de).
IC 5181 est une galaxie LINER, c'est-à-dire une galaxie dont le noyau présente un spectre d'émission caractérisé par de larges raies d'atomes faiblement ionisés.
À ce jour, trois mesures non basées sur le décalage vers le rouge (redshift) donnent une distance de 24,600 ± 7,002 Mpc (∼80,2 millions d'al), ce qui est à l'intérieur des valeurs de la distance de Hubble.

## Groupe de NGC 7213

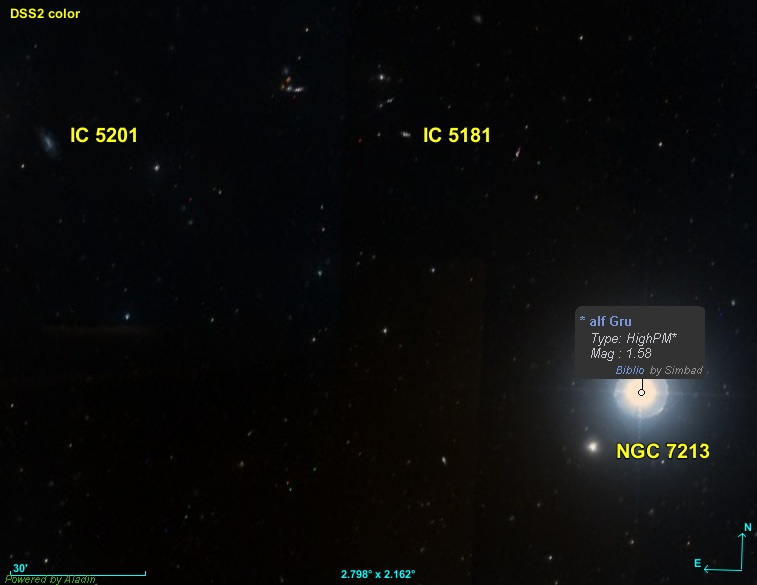
Les trois galaxies du groupe d'IC 5201 selon Huchra et Geller.

Selon Huchra et Geller, IC 5181 avec les galaxies NGC 7213 et IC 5201 ferait partie d'un trio. Il s'agit d'une erreur car IC 5201 est beaucoup plus près de la Voie lactée que les deux autres galaxies.
Notons cependant que NGC 7213 possède sans doute comme galaxie compagne LEDA 130726, située au nord-est. Sa distance de Hubble est égale à 23,36 ± 1,66 Mpc (∼76,2 millions d'al), ce qui suggère que les deux galaxies forment bien une paire réelle. Auquel cas, il y aurait possiblement un trio de galaxies, le groupe de NGC 7213, mais sans IC 5201.    
En se référant à un livre publié en 1976, la base de données NASA/IPAC indique que IC 5181 forme une paire de galaxies avec NGC 7232A. Cependant, comme plusieurs paires mentionnées dans cet ouvrage, ces deux galaxies ne forment probablement pas une paire réelle, car la distance de Hubble de NGC 7232A est de 32,32 ± 2,35 Mpc (∼105 millions d'al). Les deux galaxies sont donc à plus de 20 millions d'années-lumière l'une de l'autre et ne constitue sans doute qu'une paire optique.